# Rabitzgitter
Rabitzgitter ist ein punktgeschweißtes Gitter aus verzinktem Eisendraht. Rabitzgitter wird im Allgemeinen als Putzträger und zur Herstellung von Rabitzkonstruktionen verwendet.
Zusätzlich kann das Rabitzgitter die Funktion der Putzbewehrung übernehmen.

## Eigenschaften
Die Maschenweite des Rabitzgitters beträgt circa 19 bis 25 mm. Die Drahtstärke beträgt 0,7 bis 1,0 mm. Rabitzgitter wird als Rollenware angeboten. Der Querdraht des Gitters wird endlos mäandernd über die Längsdrähte gelegt und aufgeschweißt, wobei die jeweils versetzten Umkehrschlaufen seitlich überstehen. Die in Längsrichtung verlaufenden Drähte sind geschnitten.

## Anwendung
Rabitzgitter wird über den Untergrund gelegt und direkt befestigt, bei Holzuntergründen z. B. mit Klammern, oder frei gespannt und über Stangen aus Draht am Baukörper abgehangen. Anschließend wird der Putz auf das Gitter aufgezogen. Nebenanwendungen sind z. B. die Verwendung für den Bau von Käfigen für Kleintiere und als Zaungitter.